# A History of the Theories of Aether and Electricity

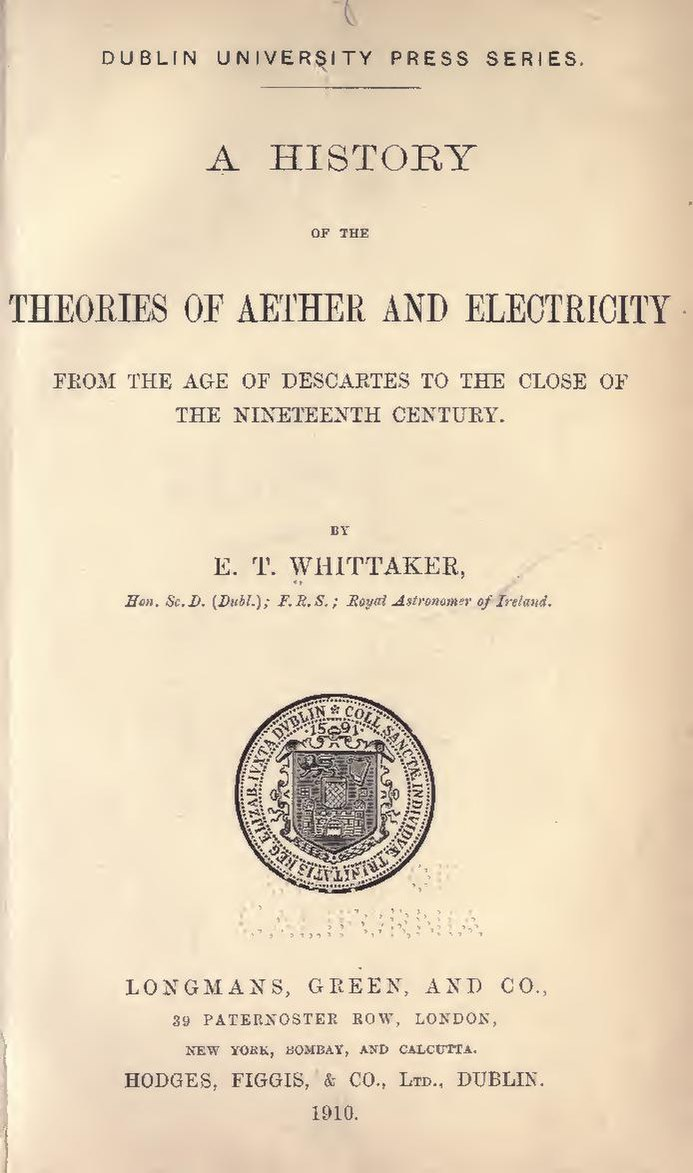
O livro "A history of the theories of aether and electricity".

A History of the Theories of Aether and Electricity é um dos três livros escritos pelo matemático britânico Sir Edmund Taylor Whittaker sobre a história da teoria eletromagnética, cobrindo o desenvolvimento do eletromagnetismo clássico, ótica e teorias do éter. A primeira edição do livro, com o subtítulo from the Age of Descartes to the Close of the Nineteenth Century, foi publicada em 1910 por Longmans, Green. O livro cobre a história das teorias do éter e o desenvolvimento da teoria eletromagnética até o século XX. Uma segunda edição, ampliada e revisada, composta por dois volumes, foi lançada no início da década de 1950 por Thomas Nelson, expandindo o escopo do livro para incluir o primeiro quartel do século XX. O primeiro volume, com o subtítulo The Classical Theories, foi publicado em 1951 e serviu como uma edição revisada e atualizada do primeiro livro. O segundo volume, intitulado The Modern Theories (1900–1926), foi publicado dois anos depois em 1953, estendendo este trabalho cobrindo os anos de 1900 a 1926. Não obstante uma notória controvérsia sobre as opiniões de Whitaker sobre a história da relatividade especial, cobertos no volume dois da segunda edição, os livros são considerados referências autorizadas na história da eletricidade e do magnetismo, bem como clássicos da história da física.
O livro original foi bem recebido, mas ficou esgotado no início da década de 1920. Whittaker acreditava que uma nova edição deveria incluir os desenvolvimentos da física ocorridos na virada do século XX e recusou-se a reimprimi-la. Ele escreveu a segunda edição do livro após sua aposentadoria e publicou The Classical Theories em 1951, que também recebeu elogios da crítica. No segundo volume de 1953, The Modern Theories (1900-1926), Whittaker argumentou que Henri Poincaré e Hendrik Lorentz desenvolveram a teoria da relatividade especial antes de Albert Einstein, uma afirmação que foi rejeitada pela maioria dos historiadores da ciência. Embora as críticas gerais do livro tenham sido geralmente positivas, devido ao seu papel nessa disputa de prioridade da relatividade, ele recebe muito menos citações do que os outros volumes, fora as referências à controvérsia.